# Partito Laburista Socialista di Gibilterra
Il Partito Laburista Socialista di Gibilterra (in inglese: Gibraltar Socialist Labour Party - GSLP) è un partito politico gibilterriano di orientamento socialdemocratico.

## Risultati elettorali
| Elezione                                    | Voti   | % | Seggi  |
| ------------------------------------------- | ------ | - | ------ |
| Generali 1980                               |        |   | 8 / 15 |
| Generali 1984                               |        |   | 7 / 15 |
| Generali 1988                               |        |   | 8 / 15 |
| Generali 1992                               |        |   | 8 / 15 |
| Generali 1996                               |        |   | 7 / 15 |
| Generali 2000 a                             |        |   | 5 / 15 |
| Generali 2003                               | 28.382 |   | 5 / 17 |
| Generali 2007                               | 49.277 |   | 4 / 17 |
| Generali 2011                               | 59.824 |   | 7 / 17 |
| Generali 2015                               | 70.551 |   | 7 / 17 |
| Generali 2019                               | 58.576 |   | 7 / 17 |
| a Nella coalizione GSLP - Alleanza Liberale |        |   |        |